# وفاء البلوشي
وفاء البلوشي (14 أبريل 1988 -) ممثلة وإعلامية عُمانية. عرفت بدور مريم في مسلسل يوم آخر، وهي الطفلة التي تعاني من تحمل مسؤولية أشقاءها الصغار بظل غياب والدها المخمور عن الوعي.

## حياتها
مقيمة حالياً في قطر، شاركت في مسرحيات للأطفال وهي دون الخامسة عشر من عمرها، قبل أن يقترح أحمد المقلة مخرج "يوم آخر" انضمامها إلى المسلسل. بدايتها الفنية في الدراما التليفزيونية كانت من خلال مسلسل (يوم آخر) الذي عرض عام 2003، ظهرت في أعمال لاحقة ومسلسلات (بقايا الأمس، أيام السراب، توين فيلا).

## أعمالها

### من المسلسلات
- توين فيلا.
- أيام السراب.
- بقايا الأمس.
- الشطرنج.
- درايش.
- يوم آخر.
- المجهوله.
- ربشة.

## وصلات خارجية
- وفاء البلوشي على موقع قاعدة بيانات الأفلام العربية